# 10 센트 피스톨
《10 센트 피스톨》(영어: 10 Cent Pistol)는 미국에서 제작된 마이클 C. 마틴 감독의 2014년 범죄 스릴러 영화이다. 제나 멀론 등이 출연하였다.

## 출연진
- 제나 멀론
- JT 알렉산더
- 조 만테이니아
- 애덤 아킨
- 브렌던 섹스턴 3세
- 토머스 이언 니컬러스
- 제시카 조어
- 에밀리오 리베라